# Gimel-les-Cascades
Gimel-les-Cascades este o comună în departamentul Corrèze din centrul Franței. În 2009 avea o populație de 712 de locuitori.

## Evoluția populației
| An        | 1975 | 1982 | 1990 | 1999 | 2006 | 2009 |
| --------- | ---- | ---- | ---- | ---- | ---- | ---- |
| Populație | 494  | 553  | 655  | 630  | 679  | 712  |